# 702 (album)
702 è il secondo album in studio del gruppo R&B 702, pubblicato per la Motown Records il 15 giugno 1999.
L'album include brani prodotti tra gli altri da Missy Elliott, Soulshock & Karlin e Warryn Campbell. Dall'album sono stati estratti tre singoli: Where My Girls At?, brano di successo negli Stati Uniti, You Don't Know e Gotta Leave.
702 è il disco delle 702 che vanta a tutt'oggi il maggior numero di copie vendute, certificato disco di platino negli Stati Uniti. L'album ha raggiunto la 34ª posizione nella classifica Billboard 200 e la 7ª nella classifica R&B.

## Tracce
1. 7 (Interlude) – 0:39 (testo: Marc Kinchen, Irish Grinstead – musica: Marc Kinchen)
2. Where My Girls At? – 2:47 (testo: Melissa "Missy" Elliott, Eric Seats, R. Stewart – musica: Missy Elliott)
3. You Don't Know – 4:09 (testo: Anthem, C. Schack, K. Karlin – musica: Soulshock & Karlin)
4. Make Time – 4:25 (testo: Greg Charley, R. Nevil – musica: Greg Charley)
5. 0 (Interlude) – 0:41 (testo: Marc Kinchen, LeMisha Grinstead – musica: Marc Kinchen)
6. You'll Just Never Know – 5:02 (testo: P. Gadget, E. Benton, L. Kafi – musica: Pi and Jam)
7. Finally – 4:39 (Greg Charley)
8. Tell Your Girl – 3:48 (testo: Rick "Dutch" Cousins, C. Loving, E. Jackson – musica: Rick "Dutch" Cousins)
9. Gotta Leave – 5:10 (testo: Melissa "Missy" Elliott, Eric Seats, R. Stewart – musica: Missy Elliott)
10. Don't Go Breaking My Heart – 3:59 (testo: A. Bagge, L. Bagge, J. Guendon – musica: Bag & Janny)
11. 2 (Interlude) – 0:45 (testo: Marc Kinchen, Kameelah Williams – musica: Marc Kinchen)
12. What More Can He Do – 3:52 (testo: Warryn "Smiley" Campbell, E. Atkins, T. Atkins, J. Smith – musica: Warryn "Smiley" Campbell)
13. Seven – 4:46 (testo: A. Robeson, K. Machicote, Maurice Wilcher – musica: Maurice Wilcher)
14. Will You Be OK – 4:25 (testo: Marc Kinchen, T. Powell, A. Slates – musica: Marc Kinchen)

## Singoli
1. Where My Girls At? (pubblicato il 27 aprile 1999)
2. You Don't Know (pubblicato il 22 novembre 1999)
3. Gotta Leave (pubblicato il 29 febbraio 2000)